# رودي لايلي
رودي لايلي (بالإنجليزية: Rudy Lyle)‏ هو عازف بانجو أمريكي، ولد في 17 مارس 1930، وتوفي في 11 فبراير 1985.

## وصلات خارجية
- رودي لايلي على موقع ميوزك برينز (الإنجليزية)
- رودي لايلي على موقع ديسكوغز (الإنجليزية)